# Superliga de Baloncesto de Venezuela 2021
La temporada 2021 de la Superliga de Baloncesto de Venezuela (SLB) es la segunda edición de la liga en Venezuela. El 1 de abril de 2021 comenzó la competición que fue en formato burbuja y la disputaron 18 equipos, repartidos en dos sedes.

## Equipos y clasificación
| Equipo                    | PG | PP |
| ------------------------- | -- | -- |
| Spartans Distrito Capital | 14 | 2  |
| Cocodrilos de Caracas     | 13 | 3  |
| Broncos de Caracas        | 10 | 6  |
| Diablos de Miranda        | 9  | 7  |
| Gladiadores de Anzoátegui | 8  | 8  |
| Llaneros de Guárico       | 8  | 8  |
| Bucaneros de La Guaira    | 6  | 10 |
| Brillantes de Maracaibo   | 3  | 13 |
| Héroes de Falcón          | 1  | 15 |

| Equipo                   | PG | PP |
| ------------------------ | -- | -- |
| Guaiqueríes de Margarita | 16 | 0  |
| Trotamundos de Carabobo  | 12 | 4  |
| Gigantes de Guayana      | 11 | 5  |
| Indios de Caracas        | 8  | 8  |
| Centauros de Portuguesa  | 7  | 9  |
| Supersónicos de Miranda  | 7  | 9  |
| Cangrejeros de Monagas   | 5  | 11 |
| Taurinos de Aragua       | 5  | 11 |
| Cóndores del Zulia       | 1  | 15 |

## Premios de la Fase Regular

### Quinteto ideal y un jugador con mención especial de la fase regular
| Nombre del Jugador | Posición del Jugador               | Equipo                    | Juegos Jugados | Minutos por Juego | Porcentaje de Tiros Dobles | Rebotes por Juego | Asistencia por Juego | Puntos por Juego |
| ------------------ | ---------------------------------- | ------------------------- | -------------- | ----------------- | -------------------------- | ----------------- | -------------------- | ---------------- |
| Gregory Vargas     | Base (baloncesto)                  | Cocodrilos de Caracas     | 16             | 28:5              | 61.18%                     | 4.06              | 6.56                 | 14.94            |
| Garly Sojo         | Escolta (baloncesto)               | Broncos de Caracas        | 14             | 27:47             | 41.18%                     | 8.0               | 2.21                 | 13.79            |
| Pedro Chourio      | Alero (baloncesto)                 | Spartans Distrito Capital | 12             | 24:4              | 50.36%                     | 3.5               | 3.67                 | 16.42            |
| Anyelo Cisneros    | Ala-Pívot                          | Diablos de Miranda        | 16             | 29:49             | 49.71%                     | 10.06             | 1.19                 | 13.44            |
| Windi Graterol     | Pívot                              | Spartans Distrito Capital | 15             | 19:9              | 57.53%                     | 6.6               | 1.13                 | 7.33             |
| Humberto Bompart   | Base (baloncesto) Mención Especial | Gladiadores de Anzoátegui | 16             | 33:52             | 50.93%                     | 4.81              | 4.63                 | 17.75            |

| Nombre del Jugador             | Posición del Jugador                  | Equipo                   | Juegos Jugados | Minutos por Juego | Porcentaje de Tiros de Dobles | Rebotes por Juego | Asistencia por Juego | Puntos por Juego |
| ------------------------------ | ------------------------------------- | ------------------------ | -------------- | ----------------- | ----------------------------- | ----------------- | -------------------- | ---------------- |
| Heissler Guillent              | Base (baloncesto)                     | Guaiqueríes de Margarita | 14             | 24:31             | 56.48%                        | 2.86              | 6.07                 | 12.57            |
| Luis Duarte (baloncestista)    | Escolta (baloncesto)                  | Gigantes de Guayana      | 16             | 28:35             | 61.29%                        | 7.0               | 2.19                 | 17.75            |
| Edgar Martínez (baloncestista) | Alero (baloncesto)                    | Guaiqueríes de Margarita | 16             | 24:41             | 51.16%                        | 4.38              | 1.81                 | 12.25            |
| Luis Almanza                   | Ala-Pívot                             | Supersónicos de Miranda  | 16             | 30:30             | 44.58%                        | 8.63              | 1.19                 | 18.06            |
| Miguel Marriaga                | Pívot                                 | Trotamundos de Carabobo  | 8              | 26:47             | 44.74%                        | 10.13             | 1.75                 | 11.25            |
| Elvis Báez                     | Escolta (baloncesto) Mención Especial | Trotamundos de Carabobo  | 15             | 31:31             | 41.97%                        | 3.73              | 3.6                  | 18.07            |

### MVP de la fase regular
| Nombre del Jugador | Posición del Jugador | Equipo                | Juegos Jugados | Minutos por Juego | Porcentaje de Tiros de Convertidos | Porcentaje de Tiros Dobles | Porcentaje de Tiros Triples | Rebotes por Juego | Asistencia por Juego | Puntos por Juego | Ref.  |
| ------------------ | -------------------- | --------------------- | -------------- | ----------------- | ---------------------------------- | -------------------------- | --------------------------- | ----------------- | -------------------- | ---------------- | ----- |
| Gregory Vargas     | Base (baloncesto)    | Cocodrilos de Caracas | 16             | 28:5              | 54.3%                              | 61.18%                     | 46.75%                      | 4.06              | 6.56                 | 14.94            | [ 5 ] |

### Entrenador de la fase regular
| Nombre del Entrenador | Equipo                   | Motivo del Premio                           | Ref.  |
| --------------------- | ------------------------ | ------------------------------------------- | ----- |
| Nicolás Casalánguida  | Guaiqueríes de Margarita | Guio a su equipo a ser invicto en 16 juegos | [ 6 ] |

### Entrenador Revelación de la fase regular
| Nombre del Entrenador                  | Equipo            | Motivo del Premio | Ref.  |
| -------------------------------------- | ----------------- | --- | ----- |
| Iván García (entrenador de baloncesto) | Indios de Caracas | Guio a su equipo a consumar un buen desempeño deportivo ante los mejores equipos que poseen jugadores de selección nacional y jugadores internacionales por ende clasificó a la Súper Ronda | [ 7 ] |

## Formato
Fueron 𝟭𝟰𝟰 partidos en fase de regular, 𝟳𝟮 por grupo y 𝟭𝟲 por equipo (𝟴 ida y 𝟴 vuelta). Los 5 primeros equipos clasificados de cada grupo, clasificaron a la 𝗦ú𝗽𝗲𝗿 𝗥𝗼𝗻𝗱𝗮.
Los 18 conjuntos se dividieron en dos grupos: Miranda y Margarita.
Por cada grupo clasificaron cinco a la siguiente ronda, donde se medieron ante los otros cinco de la zona contraria (cinco partidos) y de ahí salieron los ganadores de cada llave para jugar la semifinal. Luego, los ganadores disputarán la final de la SLB.
Todas las series de playoffs premian al ganador de tres juegos en un máximo de cinco compromisos.

## Súper Ronda
La Súper Ronda comenzó el 12 de mayo del 2021 y terminó el 21 de mayo del 2021, se realizó en Parque Miranda o más conocido como Gimnasio José Joaquín Papá Carrillo, en ella los 5 equipos clasificados de cada grupo de la fase regular tuvieron 5 partidos con los rivales del otro grupo respectivamente.
| Equipo                    | PJ | PG | PP | PTS | PF  | PC  | Dif |
| ------------------------- | -- | -- | -- | --- | --- | --- | --- |
| Guaiqueríes de Margarita  | 5  | 4  | 1  | 9   | 389 | 336 | +53 |
| Trotamundos de Carabobo   | 5  | 4  | 1  | 9   | 391 | 356 | +35 |
| Broncos de Caracas        | 5  | 4  | 1  | 9   | 413 | 386 | +27 |
| Gigantes de Guayana       | 5  | 3  | 2  | 8   | 389 | 364 | +25 |
| Spartans Distrito Capital | 5  | 3  | 2  | 8   | 365 | 346 | +19 |
| Cocodrilos de Caracas     | 5  | 3  | 2  | 8   | 348 | 337 | +11 |
| Gladiadores de Anzoátegui | 5  | 2  | 3  | 7   | 354 | 391 | -37 |
| Centauros de Portuguesa   | 5  | 1  | 4  | 6   | 350 | 417 | -67 |
| Diablos de Miranda        | 5  | 1  | 4  | 6   | 374 | 411 | -37 |
| Indios de Caracas         | 5  | 0  | 5  | 5   | 352 | 381 | -29 |

## Jugadores más valiosos de cada juego de la Súper Ronda
| Fecha               | Resultado del Juego                                                                                            | Jugador más valioso del equipo ganador                                                 | Ref.   |
| ------------------- | --- | -------------------------------------------------------------------------------------- | ------ |
| 12 de mayo del 2021 | Spartans Distrito Capital ganó 88 a 54 ante Centauros de Portuguesa en el Gimnasio José Joaquín Papá Carrillo  | Nelson Palacios (1/1) por medio de 19 puntos, 2 rebotes y 4 asistencias                | [ 9 ]  |
| 12 de mayo del 2021 | Guaiqueríes de Margarita ganó 75 a 58 ante Gladiadores de Anzoátegui en el Gimnasio José Joaquín Papá Carrillo | Heissler Guillent (1/2) por medio de 12 puntos, 4 rebotes y 6 asistencias              | [ 10 ] |
| 13 de mayo del 2021 | Gigantes de Guayana ganó 81 a 77 ante Broncos de Caracas en el Gimnasio José Joaquín Papá Carrillo             | Edwin Mijares (1/1) por medio de 17 puntos, 2 rebotes y 6 asistencias                  | [ 11 ] |
| 13 de mayo del 2021 | Trotamundos de Carabobo ganó 90 a 66 ante Diablos de Miranda en el Gimnasio José Joaquín Papá Carrillo         | Jhornan Zamora (1/3) por medio de 26 puntos, 6 rebotes y 2 asistencias                 | [ 12 ] |
| 13 de mayo del 2021 | Cocodrilos de Caracas ganó 78 a 71 ante Indios de Caracas en el Gimnasio José Joaquín Papá Carrillo            | Gregory Vargas (1/2) por medio de 18 puntos, 4 rebotes y 6 asistencias                 | [ 13 ] |
| 14 de mayo del 2021 | Guaiqueríes de Margarita ganó 81 a 70 ante Diablos de Miranda en el Gimnasio José Joaquín Papá Carrillo        | Luis Vargas (baloncestista) (1/1) por medio de 11 puntos, 6 rebotes y 3 asistencias    | [ 14 ] |
| 14 de mayo del 2021 | Spartans Distrito Capital ganó 71 a 68 ante Indios de Caracas en el Gimnasio José Joaquín Papá Carrillo        | Windi Graterol (1/2) por medio de 11 puntos, 17 rebotes y 1 asistencia                 | [ 15 ] |
| 15 de mayo del 2021 | Cocodrilos de Caracas ganó 81 a 53 ante Centauros de Portuguesa en el Gimnasio José Joaquín Papá Carrillo      | Gregory Vargas (2/2) por medio de 18 puntos, 6 rebotes y 4 asistencias                 | [ 16 ] |
| 15 de mayo del 2021 | Trotamundos de Carabobo ganó 83 a 71 ante Gladiadores de Anzoátegui en el Gimnasio José Joaquín Papá Carrillo  | David Cubillán (1/1) por medio de 28 puntos y 2 rebotes                                | [ 17 ] |
| 16 de mayo del 2021 | Guaiqueríes de Margarita ganó 71 a 57 ante Spartans Distrito Capital en el Gimnasio José Joaquín Papá Carrillo | Heissler Guillent (2/2) por medio de 28 puntos, 5 rebotes y 5 asistencias              | [ 18 ] |
| 16 de mayo del 2021 | Broncos de Caracas ganó 78 a 71 ante Indios de Caracas en el Gimnasio José Joaquín Papá Carrillo               | Héctor Díaz (baloncestista) (1/1) por medio de 17 puntos, 7 rebotes y 2 asistencias    | [ 19 ] |
| 16 de mayo del 2021 | Gigantes de Guayana ganó 81 a 69 ante Diablos de Miranda en el Gimnasio José Joaquín Papá Carrillo             | Luis Duarte (baloncestista) (1/2) por medio de 20 puntos, 12 rebotes y 3 asistencias   | [ 20 ] |
| 17 de mayo del 2021 | Gigantes de Guayana ganó 90 a 79 ante Gladiadores de Anzoátegui en el Gimnasio José Joaquín Papá Carrillo      | Luis Duarte (baloncestista) (2/2) por medio de 29 puntos, 10 rebotes y 3 asistencias   | [ 21 ] |
| 17 de mayo del 2021 | Broncos de Caracas ganó 87 a 83 ante Centauros de Portuguesa en el Gimnasio José Joaquín Papá Carrillo         | Junior Martínez (baloncestista) (1/1) por medio de 18 puntos, 7 rebotes y 1 asistencia | [ 22 ] |
| 18 de mayo del 2021 | Gladiadores de Anzoátegui ganó 63 a 62 ante Indios de Caracas en el Gimnasio José Joaquín Papá Carrillo        | Deivi Añanguren (1/1) por medio de 19 puntos, 11 rebotes y 2 asistencias               | [ 23 ] |
| 18 de mayo del 2021 | Centauros de Portuguesa ganó 79 a 78 ante Diablos de Miranda en el Gimnasio José Joaquín Papá Carrillo         | José Bracho (baloncestista) (1/1) por medio de 17 puntos, 5 rebotes y 4 asistencias    | [ 24 ] |
| 18 de mayo del 2021 | Trotamundos de Carabobo ganó 75 a 69 ante Cocodrilos de Caracas en el Gimnasio José Joaquín Papá Carrillo      | Jhornan Zamora (2/3) por medio de 17 puntos y 6 rebotes                                | [ 25 ] |
| 19 de mayo del 2021 | Broncos de Caracas ganó 93 a 85 ante Guaiqueríes de Margarita en el Gimnasio José Joaquín Papá Carrillo        | Garly Sojo (1/1) por medio de 27 puntos, 17 rebotes y 3 asistencias                    | [ 26 ] |
| 19 de mayo del 2021 | Spartans Distrito Capital ganó 77 a 76 ante Gigantes de Guayana en el Gimnasio José Joaquín Papá Carrillo      | Windi Graterol (2/2) por medio de 20 puntos y 12 rebotes                               | [ 27 ] |
| 20 de mayo del 2021 | Gladiadores de Anzoátegui ganó 83 a 81 ante Centauros de Portuguesa en el Gimnasio José Joaquín Papá Carrillo  | Humberto Bompart (1/1) por medio de 19 puntos, 5 rebotes y 2 asistencias               | [ 28 ] |
| 20 de mayo del 2021 | Trotamundos de Carabobo ganó 77 a 72 ante Spartans Distrito Capital en el Gimnasio José Joaquín Papá Carrillo  | Jhornan Zamora (3/3) por medio de 20 puntos, 6 rebotes y 1 asistencia                  | [ 29 ] |
| 20 de mayo del 2021 | Guaiqueríes de Margarita ganó 77 a 58 ante Cocodrilos de Caracas en el Gimnasio José Joaquín Papá Carrillo     | Leonardo Palacios (1/1) por medio de 16 puntos, 3 rebotes y 1 asistencia               | [ 30 ] |
| 21 de mayo del 2021 | Diablos de Miranda ganó 91 a 80 ante Indios de Caracas en el Gimnasio José Joaquín Papá Carrillo               | Michael Flores (1/1) por medio de 27 puntos, 9 rebotes y 1 asistencia                  | [ 31 ] |
| 21 de mayo del 2021 | Cocodrilos de Caracas ganó 62 a 61 ante Gigantes de Guayana en el Gimnasio José Joaquín Papá Carrillo          | Luis Bethelmy (1/1) por medio de 15 puntos y 12 rebotes                                | [ 32 ] |
| 21 de mayo del 2021 | Broncos de Caracas ganó 78 a 66 ante Trotamundos de Carabobo en el Gimnasio José Joaquín Papá Carrillo         | Luis Julio (1/1) por medio de 13 puntos, 11 rebotes y 3 asistencias                    | [ 33 ] |

## Semifinales y Final
Las Semifinales de la SLB dieron inicio el 23 de mayo de 2021 donde el 1.er clasificado de la Súper Ronda, jugó ante el 4.º clasificado en consonancia el 2.º clasificado jugó ante el 3.er clasificado. El 1.er equipo que ganó 3 juegos clasificó a la Final de la SLB 2021, la cual inició el 31 de mayo para generar como campeón al ganador de 3 juegos.
|  | Semifinales              | Semifinales              | Semifinales             |                         |                          | Final                    | Final | Final |  |
|  |                          |                          |                         |                         |                          |                          |       |       |  |
|  |                          |                          |                         |                         |                          |                          |       |       |  |
|  | Guaiqueríes de Margarita | Guaiqueríes de Margarita | 3                       |                         |                          |                          |       |       |  |
|  | Guaiqueríes de Margarita | Guaiqueríes de Margarita | 3                       |                         |                          |                          |       |       |  |
|  | Gigantes de Guayana      | Gigantes de Guayana      | 1                       |                         |                          |                          |       |       |  |
|  | Gigantes de Guayana      | Gigantes de Guayana      | 1                       |                         | Guaiqueríes de Margarita | Guaiqueríes de Margarita | 1     |       |  |
|  |                          |                          |                         |                         | Guaiqueríes de Margarita | Guaiqueríes de Margarita | 1     |       |  |
|  |                          |                          | Trotamundos de Carabobo | Trotamundos de Carabobo | 3                        |                          |       |       |  |
|  | Trotamundos de Carabobo  | Trotamundos de Carabobo  | Trotamundos de Carabobo | Trotamundos de Carabobo | 3                        | 3                        |       |       |  |
|  | Trotamundos de Carabobo  | Trotamundos de Carabobo  |                         |                         |                          | 3                        |       |       |  |
|  | Broncos de Caracas       | Broncos de Caracas       | 2                       |                         |                          |                          |       |       |  |
|  | Broncos de Caracas       | Broncos de Caracas       | 2                       |                         |                          |                          |       |       |  |
|  |                          |                          |                         |                         |                          |                          |       |       |  |